# Brotherhood of Man
Brotherhood of Man là một nhóm nhạc pop người Anh đã đạt được thành công trong những năm 1970. Họ đã giành chiến thắng trong cuộc thi Ca khúc Eurovision năm 1976 với bài hát "Save Your Kisses for Me".
Thành lập vào năm 1969 bởi nhạc sĩ kiêm nhà sản xuất thu âm Tony Hiller, Brotherhood of Man ban đầu là một nhãn hiệu chung cho một đội ngũ ca sĩ thường xuyên thay đổi. Ngay từ ban đầu, họ đã ghi được một bản hit trên toàn thế giới với bài hát "United We Stand". Đến năm 1973, khái niệm dùng chung nhãn hiệu đã tỏ ra lỗi thời và Hiller đã thành lập một đội hình gồm bốn thành viên cố định bao gồm Martin Lee, Lee Sheriden, Nicky Stevens và Sandra Stevens. Phiên bản này của nhóm tiếp tục ghi được nhiều bản hit trên khắp thế giới vào giữa cuối những năm 1970 bao gồm "Kiss Me Kiss Your Baby", "Angelo", " Oh Boy (The Mood I'm In) " và " Figaro ". Họ có lẽ đã đạt được thành công lớn nhất tại quê nhà Vương quốc Anh với ba đĩa đơn số một và bốn hai mươi album hàng đầu. Nhóm với đội hình này vẫn tiếp tục biểu diễn trên khắp châu Âu. Tổng cộng, họ đã phát hành 16 album phòng thu, với doanh số trên toàn thế giới đạt 15 triệu bản.